# Badmaanyambuuguiin Bat-Erdene
Badmaanyambuuguiin Bat-Erdene (en mongol: Бадмаанямбуугийн Бат-Эрдэнэ; Ömnödelger, 7 de junio de 1964) es un político y deportista mongol que compitió en judo. Fue Ministro de Defensa de Mongolia desde 2016 hasta julio de 2017.

## Biografía
Nació el 7 de junio de 1964 en Ömnödelger un sum del aimag de Khentii en la República Popular de Mongolia. Se graduó de la escuela secundaria en 1982 y en 1990 se graduó del Instituto Militar del Ejército Popular de Mongolia con una licenciatura en derecho. Está casado y tiene 3 hijas. Habla ruso e inglés.

## Carrera deportiva
Entre 1988 y 1999, ganó once torneos a nivel nacional en el Naadam. Fue galardonado con medallas por sus logros, incluso del gobierno. Su rango/título en la lucha libre es «Dayar dursagdah, dalai dayan, tumniig bayasuulagch, darkhan avarga Bat-Erdene», que literalmente significa «Reconocido por todos, oceánico, hace feliz a la gente, fuerte titán Bat-Erdene», esencialmente el rango más alto posible en la lucha de Mongolia. Se retiró de la lucha libre en 2006.
Ganó cuatro medallas en los Juegos Asiáticos en los años 1990 y 1994, y cuatro medallas en el Campeonato Asiático de Judo entre los años 1991 y 1995.

### Palmarés internacional
| Juegos Asiáticos    | Juegos Asiáticos    | Juegos Asiáticos  | Juegos Asiáticos |
| Año                 | Lugar               | Medalla           | Categoría        |
| ------------------- | ------------------- | ----------------- | ---------------- |
| 1990                | Pekín (China)       | Medalla de plata  | +95 kg           |
| 1990                | Pekín (China)       | Medalla de bronce | Abierta          |
| 1994                | Hiroshima (Japón)   | Medalla de bronce | +95 kg           |
| 1994                | Hiroshima (Japón)   | Medalla de bronce | Abierta          |
| Campeonato Asiático |                     |                   |                  |
| Año                 | Lugar               | Medalla           | Categoría        |
| 1991                | Osaka (Japón)       | Medalla de plata  | Abierta          |
| 1993                | Macao (Portugal)    | Medalla de bronce | +95 kg           |
| 1993                | Macao (Portugal)    | Medalla de bronce | Abierta          |
| 1995                | Nueva Delhi (India) | Medalla de plata  | Abierta          |

## Carrera política
Bat-Erdene ha sido miembro del Gran Jural del Estado (el parlamento de Mongolia) desde 2004 y ha sido elegido tres veces por la circunscripción de su provincia natal de Khentii en nombre del Partido del Pueblo de Mongolia. Entre 2009 y 2010 trabajó como presidente del Comité Legal Permanente del Gran Jural del Estado. Como miembro del parlamento, Bat-Erdene ha participado activamente en hablar para proteger la naturaleza y la patria contra la minería irresponsable.
El Partido del Pueblo de Mongolia lo seleccionó como su candidato para las elecciones presidenciales de 2013. El presidente en ejercicio Tsakhiagiin Elbegdorj, candidato del Partido Democrático, ganó las elecciones presidenciales de Mongolia de 2013 el 26 de junio de 2013 con el 50,23 % del total de votos, mientras que Bat-Erdene obtuvo el 41,97 % y Natsagiin Udval, candidato del Partido Revolucionario del Pueblo de Mongolia, obtuvo el 6,5 % del total de votos.
El 23 de julio de 2016, el 90,6 % de los parlamentarios votaron a favor de nombrar a Bat-Erdene como Ministro de Defensa de Mongolia.  